# Freiberg (Ebensfeld)
Freiberg ist ein Gemeindeteil des oberfränkischen Marktes Ebensfeld im Landkreis Lichtenfels.

## Geographie
Freiberg liegt am Südhang in einem Seitental des Itzgrundes, das vom Eggenbach durchflossen wird. Das Dorf befindet sich im Banzgau, einem lang gezogenen Dreieck zwischen der Itz und dem Main, südlich von Kloster Banz, und ist mit dem Nachbarort Eggenbach zusammengewachsen.

## Geschichte
Freiberg hatte bis in das 18. Jahrhundert den Ortsnamen Dürrnberg. Die erste urkundliche Erwähnung erfolgte im Jahr 1500 in einer Absprache zwischen dem Abt Heinrich von Kloster Banz und Eustachius von Rotenhan (zu Ebern) über die Schafhut zwischen dem Lohhof und dem Rotenhanschen Schaftrieb zum „Dürrenperg“. In Freiberg siedelte die Fränkische Reichsritterschaft ihre ehemaligen Bediensteten an. Sie bedachten sie mit einer kleinen Parzelle Ackerland und befreiten sie von allen Abgaben.
Der Marktflecken war 1801 Teil des Gebietes des Hochstifts Bamberg und diesem steuerbar. Er bestand aus 21 Haushaltungen und gehörte den Freiherren von Rothenhan. Die meisten Einwohner waren keine Landwirte, sondern arbeiteten als Bauhandwerker oder in anderen Handwerksberufen.
Bis 1843 war Freiberg Teil der politischen Gemeinde Kaltenbrunn. 1862 wurde der Ort in das neu geschaffene bayerische Bezirksamt Staffelstein eingegliedert. Die Landgemeinde Freiberg gehörte zum Landgericht Seßlach. 1871 hatte Freiberg 145 Einwohner und 35 Wohngebäude. Die Schule und die Kirche für die 130 katholischen Einwohner befand sich im 3,5 Kilometer entfernten Kaltenbrunn und die für die 15 evangelischen Einwohner im 2,5 Kilometer entfernten Lahm. 1900 umfasste die Landgemeinde eine Fläche von 59,68 Hektar, 154 Einwohner und 35 Wohngebäude. Im Jahr 1925 lebten 158 Personen in 34 Wohngebäuden. 139 Einwohner waren katholisch. 1950 hatte Freiberg 154 Einwohner und 29 Wohngebäude. Die Schule war in Eggenbach. Im Jahr 1970 zählte der Ort 108, 1987 121 Einwohner sowie 31 Wohnhäuser mit 31 Wohnungen.
Am 1. Juli 1972 wurde der Landkreis Staffelstein aufgelöst und Freiberg in den Landkreis Coburg eingegliedert. Am 1. Januar 1975 trat der Landkreis Coburg die Gemeinde an den Landkreis Lichtenfels ab. Dort wurde sie nach Eggenbach eingemeindet. Seit dem 1. Januar 1978 gehört Freiberg als Gemeindeteil zu Ebensfeld.

## Sehenswürdigkeiten
In der Liste der Baudenkmäler in Freiberg sind zwei Sehenswürdigkeiten aufgeführt.